# Valeria Gai Germanika
Valeria Gai Aleksandrovna Germanika (em russo: Вале́рия Гай Алекса́ндровна Герма́ника; Moscou, 1.º de março de 1984) é uma cineasta russa-soviética, condecorada com os prêmios Saint George de Prata no trigésimo sexto Festival Internacional de Cinema de Moscou e Nika, em 2008.

## Biografia
Germanika nasceu na cidade Moscou em 1.º de março de 1984 e recebeu o nome de Valeria Igorevna Dudinskaya, uma homenagem de sua avó para a personagem do romance de Raffaello Giovagnoli, Spartaco. Mais tarde, renomeou-se Gai Germanika. Sem formação superior na área cinematográfica, estudou direção por um semestre na Escola de Cinema e Televisão Internews, da cineasta Marina Razbejkina, e chegou a trabalhar por um curto período como operadora dum estúdio pornográfico, porque "queria ser como Tinto Brass". Iniciou sua carreira de cineasta com documentários; Devotchki (2005), inclusive, foi incluído na programação do festival de Kinotavr, obteve o prêmio de melhor curta-metragem e chegou a ser exibido no 59.º Festival de Cannes. Em 2008, ela dirigiu Vse Umrut, a Ia Ostanus, longa-metragem vencedor da Caméra d'Or do Festival de Cannes.
Em janeiro de 2010, o Primeiro Canal transmitiu Shkola, um seriado dirigido por Germanika e que desencadeou uma grande repercussão na sociedade russa. Ela também assumiu o cargo de produtora criativa da MTV Rússia, o qual desempenhou por poucos meses. Em 2012 foi presença em vários projetos, incluindo o seriado de dezesseis capítulos Kratki Kurs Stchastlivoi Jizni, o programa Poliglot e o filme Entropia. Nesse mesmo período, apresentou por um semestre o programa Kinoblogg do canal U.
Germanika foi condecorada em 2014 com o prêmio Saint George de Prata no trigésimo sexto Festival Internacional de Cinema de Moscou, conquistado por sua direção no filme Da i Da. Nos seis anos que se seguiram, destacou-se como participante da versão russa de Strictly Come Dancing (2015), produtora da série Bonus (2018), e diretora do longa-metragem Myslenny Volk (2019). Este último foi produzido pela empresa Leosfilm, a qual havia contratado Germanika.

## Vida pessoal
Germanika deu à luz a sua primeira filha, Octavia, em 13 de março de 2008. No mesmo ano, ela afirmou através duma entrevista que o término do seu relacionamento com o pai de Octavia ocorreu no início da gravidez. Casou-se pela primeira vez em 11 de julho de 2015 com o dançarino Vadima Liubushkina, a quem conheceu no programa Strictly Come Dancing poucos meses antes. O matrimônio repercutiu rapidamente na imprensa russa por causa duma entrevista da ex-parceira de Liubushkina, na qual revelou a bigamia do dançarino. Germanika estava ciente da situação de seu marido, mas não quis esperar o fim do processo de divórcio. O matrimônio, contudo, chegou ao fim após seis meses, quando Germanika, então grávida de sua segunda filha, solicitou o divórcio.
Em junho de 2019, ela surpreendeu a imprensa ao comparecer grávida no festival Kinotavr. Germanika havia se casado em segredo poucos meses antes com Denis Molchanov, um empresário de Novokuznetsk. Um mês antes de dar à luz ao seu terceiro filho, August, a diretora compareceu no evento de estreia de Myslenny Volk conduzindo um lobo selvagem numa coleira.

### Posicionamentos
Descreveu-se para o jornal Novaya Gazeta como "legitimista racional", expressando apoio ao atual regime e aprovando o encerramento de projetos da oposição. Em 2012, após ser questionada sobre as eleições, respondeu que não tinha "posição cívica" a respeito. Germanika, contudo, voltou a se contradizer em 2017 ao afirmar que ainda apoiava o presidente e o partido no poder e aderiu à posição "de que todo poder vem de Deus". Na mesma ocasião, autodenominou-se "patriota" e destacou que criava os filhos "na cultura tradicional, isto é, na ortodoxia".

## Premiações
Germanika recebeu em 2008 duas importantes condecorações por seu trabalho no longa-metragem Vse Umrut, a Ia Ostanus: um diploma especial do júri do prêmio Elefante Branco e o prêmio Nika, considerado a principal premiação de cinema na Rússia. Em 2014 foi considerada a melhor diretora do Festival Internacional de Cinema de Moscou, conquistando o prêmio Saint George de Prata.